# Indische gans
De Indische gans of streepkopgans (Anser indicus) is een gans die broedt in Centraal-Azië en over de Himalaya vliegt om te overwinteren in het drasland van India (van Assam tot zuidelijk in Tamil Nadu), Noord-Birma en de wetlands van Pakistan.

## Kenmerken
De gans is 68 tot 78 cm lang, dat is zo groot als een toendrarietgans, maar deze gans oogt niet grauwbruin, maar zeer lichtgrijs en lijkt in vlucht zelfs grotendeels wit. Van dichtbij is te zien dat de gans een zwarte hals heeft (alleen van achter) en een donkere streep die tot halverwege de kruin loopt, met twee dwarsstrepen, waarvan de bovenste loopt tot aan het oog. Poten en snavel zijn geel en de snavel is relatief klein.

## Speciale aanpassingen
Deze gans is een van 's werelds hoogst vliegende vogels. De hoogst waargenomen vliegende gans, vloog op 7290 m hoogte. Bij een wetenschappelijke test van de Britse universiteit van Bangor, waarbij op 91 Indische ganzen een gps was bevestigd, bleek dat de meesten onder de 5500m hoogte blijven.
Omdat dit dier zo hoog over de Himalaya vliegt, heeft het een aantal bijzondere aanpassingen aan de lage luchtdruk en de koude op grote hoogte. Daardoor heeft de Indische gans een iets groter vleugeloppervlak dan andere ganzen van hetzelfde gewicht. Verder is aangetoond dat zij bij lage zuurstofgehaltes, efficiënter zuurstof kunnen opnemen. Het hemoglobine van hun bloed heeft een hogere zuurstofaffiniteit dan die van de andere ganzen. Verder zijn ze in staat om het warmteverlies te beperken.

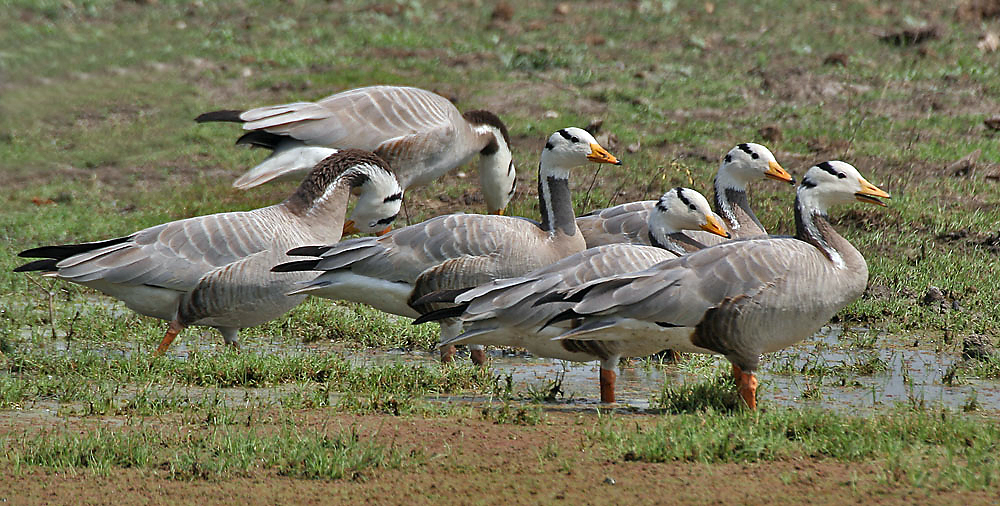
Indische ganzen in Keoladeo National Park te Bharatpur, Rajasthan (India)

## Verspreiding
De Indische gans broedt in Centraal-Azië (Oost-Afghanistan, Zuid-China, Tibet, Bhutan, Kazachstan, Kirgizië, Tadzjikistan, Oezbekistan, Mongolië en aangrenzend deel van de Russische federatie). In het najaar vliegt de gans om te overwinteren over de Himalaja naar de draslanden van Pakistan, Bangladesh, India van Assam en tot zuidelijk in Tamil Nadu en verder in Noord-Birma, Thailand en Vietnam.

## Status
De Indische gans heeft een enorm groot verspreidingsgebied en daardoor is de kans op de status kwetsbaar (voor uitsterven) niet groot. De grootte van de populatie is niet gekwantificeerd. Deze gans gaat in aantal achteruit, Echter, het tempo ligt onder de 30% in tien jaar (minder dan 3,5% per jaar). Om deze redenen staat de Indische gans als niet bedreigd op de Rode Lijst van de IUCN.

### Voorkomen alsexoot
In Canada en Europa leven verwilderde populaties van de Indische gans, sinds exemplaren uit gevangenschap zijn ontsnapt. Het eerste gedocumenteerde broedgeval in het wild in Nederland vond plaats in 1977. Daarna gebeurde er weinig tot in 1986. Tussen 1986 en 1999 steeg het aantal broedparen tot 60 - 80 paar. Het gebied met de meeste broedende vogels ligt langs de Lek (rivier) tussen Hagestein en Culemborg. In de winter komen zij in een veel groter gebied binnen Nederland voor, mogelijk aangevuld met verwilderde Indische ganzen uit andere Europese landen. In de winter 2007-08 zijn in Nederland maximaal ca. 300 Indische ganzen geteld.